# Dacza

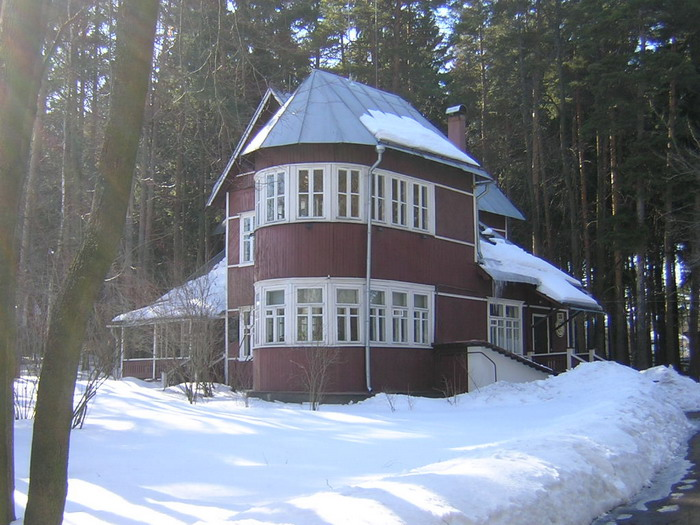
Dacza Borisa Pasternaka w Pieriediełkinie

Dacza (z ros. да́ча), domek letniskowy, dom wakacyjny – dom, zwykle nieduży i otoczony działką, znajdujący się poza miastem, ale najczęściej w jego pobliżu, służący celom wypoczynkowym.
Dacze są bardzo popularne na terenie dawnych republik radzieckich, gdzie były swoistym symbolem pozycji społecznej. W przeszłości wydzielano specjalne tereny dla dacz prominentów: polityków, artystów, naukowców.